# Synagoge (Neunkirchen, Saar)
Die Synagoge Neunkirchen war die Synagoge der israelitischen Gemeinde in der Kreisstadt Neunkirchen.

## Geschichte

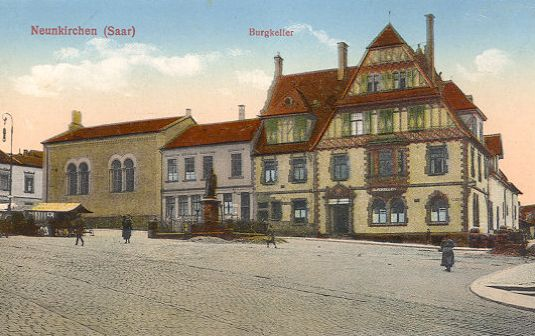
Ansichtskarte des Oberen Marktes in Neunkirchen mit Synagoge (links außen)

Die Synagoge wurde von 1863 bis 1865 am Oberen Markt errichtet. Auf dem Gelände, auf dem sich früher das Renaissanceschloss Neunkirchen erstreckte, befand sich seit 1847 eine jüdische Schule. Für den Bau wurden Mauerreste des alten Schlosses verwendet. Die Gemeinde Neunkirchen unterstützte den Bau mit 500 Talern. Die Einweihung fand am 1. Dezember 1865 statt. Ein Teil der zur Synagoge führenden Straße wurde in Synagogenstraße umbenannt, der Rest dieser Straße wurde zur Irrgartenstraße.
Nach der Saarabstimmung 1935 kamen im Saargebiet die Nationalsozialisten an die Macht. Sie änderten den Namen ab, indem sie die Irrgartenstraße verlängerten. Die Synagoge selbst wurde in der Reichspogromnacht am 10. November 1938 zerstört. Das Gebäude stand danach leer und wurde während der Bombenangriffe im Zweiten Weltkrieg vollständig zerstört.
Nach dem Krieg entstand an dieser Stelle ein Wohn- und Geschäftshaus. 1978 wurde eine Gedenktafel aufgehängt. Seit 1988 gab es Bestrebungen, an die durch die Nationalsozialisten zerstörte jüdische Einrichtung zu erinnern. Auf Initiative des evangelischen Jugendreferates Ottweiler und auf Beschluss des Stadtrates wurde ein Teil des Oberen Marktes am 21. September 1994 in Synagogenplatz umbenannt.